# Campionato europeo maschile di pallacanestro Under-20 2007
Il 10º Campionato Europeo maschile Under-20 di Pallacanestro FIBA (noto anche come FIBA EuroBasket Under-20 2007) si è svolto in Italia e Slovenia dal 6 luglio al 15 luglio 2007.
Al termine della competizione la Macedonia under 20 e la Ungheria under 20 vennero retrocesse in Division B.

## Risultati

### Prima fase a gruppi

#### Gruppo A
| Squadra  | V - P | Pf - Ps   | Pts |
| -------- | ----- | --------- | --- |
| Slovenia | 3 - 0 | 233 - 212 | 6   |
| Serbia   | 2 - 1 | 258 - 201 | 5   |
| Francia  | 1 - 2 | 251 - 246 | 4   |
| Ungheria | 0 - 3 | 162 - 245 | 3   |

#### Gruppo B
| Squadra  | V - P | Pf - Ps   | Pts        |
| -------- | ----- | --------- | ---------- |
| Russia   | 3 - 0 | 235 - 205 | 6          |
| Turchia  | 1 - 2 | 226 - 236 | 4 (1–1 +4) |
| Lituania | 1 - 2 | 230 - 234 | 4 (1–1 +4) |
| Grecia   | 1 - 2 | 208 - 224 | 4 (1–1 –8) |

#### Gruppo C
| Squadra   | V - P | Pf - Ps   | Pts |
| --------- | ----- | --------- | --- |
| Spagna    | 3 - 0 | 251 - 195 | 6   |
| Israele   | 2 - 1 | 209 - 168 | 5   |
| Croazia   | 1 - 2 | 207 - 203 | 4   |
| Macedonia | 0 - 3 | 162 - 263 | 3   |

#### Gruppo D
| Squadra  | V - P | Pf - Ps   | Pts |
| -------- | ----- | --------- | --- |
| Italia   | 3 - 0 | 252 - 172 | 6   |
| Georgia  | 2 - 1 | 233 - 240 | 5   |
| Bulgaria | 1 - 2 | 221 - 250 | 4   |
| Lettonia | 0 - 3 | 226 - 270 | 3   |

### Qualifying round
|  | Ammesse alle semifinali                  |
|  | Ammesse ai confronti per il 5º-8º posto  |
|  | Ammesse ai confronti per il 9º-12º posto |

#### Gruppo E
| Squadra  | V - P | Pf - Ps   | Pts        |
| -------- | ----- | --------- | ---------- |
| Serbia   | 4 - 1 | 427 - 385 | 9 (1–1 +4) |
| Russia   | 4 - 1 | 369 - 340 | 9 (1–1 +2) |
| Slovenia | 4 - 1 | 397 - 377 | 9 (1–1 –6) |
| Turchia  | 2 - 3 | 401 - 422 | 7          |
| Francia  | 1 - 4 | 393 - 415 | 6          |
| Lituania | 0 - 5 | 377 - 425 | 5          |

#### Gruppo F
| Squadra  | V - P | Pf - Ps   | Pts         |
| -------- | ----- | --------- | ----------- |
| Spagna   | 5 - 0 | 441 - 355 | 10          |
| Italia   | 4 - 1 | 403 - 327 | 9           |
| Israele  | 3 - 2 | 378 - 350 | 8           |
| Bulgaria | 1 - 4 | 352 - 407 | 6 (1–1 +17) |
| Croazia  | 1 - 4 | 371 - 413 | 6 (1–1 +3)  |
| Georgia  | 1 - 4 | 351 - 444 | 6 (1–1 –20) |

### Classification round
|  | Retrocesse in Division B |

#### Gruppo G
| Squadra   | V - P | Pf - Ps   | Pts |
| --------- | ----- | --------- | --- |
| Grecia    | 3 - 0 | 224 - 179 | 6   |
| Lettonia  | 2 - 1 | 247 - 225 | 5   |
| Macedonia | 1 - 2 | 226 - 230 | 4   |
| Ungheria  | 0 - 3 | 166 - 229 | 3   |

### Fase ad eliminazione diretta

#### Tabellone gare 9º - 12º posto
|  | Playoffs | Playoffs | Playoffs |         |         | Nono posto       | Nono posto       | Nono posto       |  |
|  |          |          |          |         |         |                  |                  |                  |  |
|  | Croazia  | Croazia  | 96       |         |         |                  |                  |                  |  |
|  | Croazia  | Croazia  | 96       |         |         |                  |                  |                  |  |
|  | Lituania | Lituania | 82       |         |         |                  |                  |                  |  |
|  | Lituania | Lituania | 82       |         | Croazia | Croazia          | 82               |                  |  |
|  |          |          |          |         | Croazia | Croazia          | 82               |                  |  |
|  |          |          | Francia  | Francia | 91      |                  |                  |                  |  |
|  | Francia  | Francia  | Francia  | Francia | 91      | 96               |                  |                  |  |
|  | Francia  | Francia  |          |         |         | 96               |                  |                  |  |
|  | Georgia  | Georgia  | 69       |         |         | Undicesimo posto | Undicesimo posto | Undicesimo posto |  |
|  | Georgia  | Georgia  | 69       |         |         |                  |                  |                  |  |
|  |          |          |          |         |         |                  |                  |                  |  |
|  |          |          |          |         |         | Lituania         | Lituania         | 81               |  |
|  |          |          |          |         |         | Lituania         | Lituania         | 81               |  |
|  |          |          |          |         |         | Georgia          | Georgia          | 70               |  |

#### Tabellone gare 5º - 8º posto
|  | Playoffs | Playoffs | Playoffs |          |         | Quinto posto  | Quinto posto  | Quinto posto  |  |
|  |          |          |          |          |         |               |               |               |  |
|  | Israele  | Israele  | 74       |          |         |               |               |               |  |
|  | Israele  | Israele  | 74       |          |         |               |               |               |  |
|  | Turchia  | Turchia  | 64       |          |         |               |               |               |  |
|  | Turchia  | Turchia  | 64       |          | Israele | Israele       | 81            |               |  |
|  |          |          |          |          | Israele | Israele       | 81            |               |  |
|  |          |          | Slovenia | Slovenia | 90      |               |               |               |  |
|  | Slovenia | Slovenia | Slovenia | Slovenia | 90      | 79            |               |               |  |
|  | Slovenia | Slovenia |          |          |         | 79            |               |               |  |
|  | Bulgaria | Bulgaria | 59       |          |         | Settimo posto | Settimo posto | Settimo posto |  |
|  | Bulgaria | Bulgaria | 59       |          |         |               |               |               |  |
|  |          |          |          |          |         |               |               |               |  |
|  |          |          |          |          |         | Turchia       | Turchia       | 97            |  |
|  |          |          |          |          |         | Turchia       | Turchia       | 97            |  |
|  |          |          |          |          |         | Bulgaria      | Bulgaria      | 88            |  |

#### Tabellone finale
|  | Playoffs | Playoffs | Playoffs |        |        | Finale      | Finale      | Finale      |  |
|  |          |          |          |        |        |             |             |             |  |
|  | Spagna   | Spagna   | 76       |        |        |             |             |             |  |
|  | Spagna   | Spagna   | 76       |        |        |             |             |             |  |
|  | Russia   | Russia   | 69       |        |        |             |             |             |  |
|  | Russia   | Russia   | 69       |        | Spagna | Spagna      | 78          |             |  |
|  |          |          |          |        | Spagna | Spagna      | 78          |             |  |
|  |          |          | Serbia   | Serbia | 87     |             |             |             |  |
|  | Serbia   | Serbia   | Serbia   | Serbia | 87     | 77          |             |             |  |
|  | Serbia   | Serbia   |          |        |        | 77          |             |             |  |
|  | Italia   | Italia   | 62       |        |        | Terzo posto | Terzo posto | Terzo posto |  |
|  | Italia   | Italia   | 62       |        |        |             |             |             |  |
|  |          |          |          |        |        |             |             |             |  |
|  |          |          |          |        |        | Russia      | Russia      | 63          |  |
|  |          |          |          |        |        | Russia      | Russia      | 63          |  |
|  |          |          |          |        |        | Italia      | Italia      | 74          |  |

## Classifica finale
| Campione d'Europa | Campione d'Europa | Campione d'Europa | Campione d'Europa |
| --- | ----------------- | --- | ----------------- |
| Serbia under 204 Teodosić, 5 Tepić, 6 S. Nikolić, 7 Đurković, 8 Labović, 9 Kovačević, 10 Jereminov, 11 Živčević, 12 Štimac, 13 Paunić, 14 Dragović, 15 U. Nikolić, All. Vlada Vukoičić |                   | |                   |
| Argento | Spagna            | Spagna under 204 Llull, 5 Ribas, 6 Lucas, 7 Sol, 8 Sánchez, 9 Beirán, 10 Pérez-Urruti, 11 Fernández, 12 Teruel, 13 Gama, 14 Rey, 15 Andrés, All. Juan Antonio Orenga                                                      |                   |
| Bronzo | Italia            | Italia under 204 Piazza, 5 Giuri, 6 Bruttini, 7 Tomassini, 8 Cuccarolo, 9 Filloy, 10 Aradori, 11 Ammannato, 12 D'Ercole, 13 Datome, 14 Chiumenti, 15 Hackett, All. Stefano Sacripanti                                     |                   |
| 4. | Russia            | Russia under 204 Puškin, 5 Urazmanov, 6 Sergeev, 7 Jakovenko, 8 Syrovatko, 9 Smygin, 10 Šved, 11 Voroncevič, 12 Krivošeev, 13 Šeleketo, 14 Gubanov, 15 Kaširov, All. Andrej Mal'cev                                       |                   |
| 5. | Slovenia          | Slovenia under 204 Perko, 5 Preldžič, 6 Krišto, 7 Močnik, 8 Klobučar, 9 Mlakar, 10 Lorbek, 11 Brčina, 12 Koštomaj, 13 Krušič, 14 Čigoja, 15 Vidmar, All. Miro Alilović                                                    |                   |
| 6. | Israele           | Israele under 204 Assaf, 5 Snir Hutnik, 6 Eliahu, 7 Matalon, 8 Asante, 9 Mekel, 10 Dunne, 11 Kadir, 12 Ohayon, 13 Casspi, 14 Gur Arie, 15 Bukra, All. Yaakov Gino                                                         |                   |
| 7. | Turchia           | Turchia under 204 Akış, 5 Mahmutoğlu, 6 Öner, 7 Batuk, 8 Göktas, 9 Yağmur, 10 Altıntığ, 11 Paçun, 12 Nalga, 13 Demir, 14 Yetim, 15 Savaş, All. Nihat İziç                                                                 |                   |
| 8. | Bulgaria          | Bulgaria under 204 Nakov, 5 Durčev, 6 Kolev, 7 Stojanov, 8 Kostov, 9 Pangarov, 10 L. Lilov, 11 I. Lilov, 12 Avramov, 13 S. Čolakov, 14 Filčev, 15 Fikov, All. Ivan Čolakov                                                |                   |
| 9. | Francia           | Francia under 204 Cel, 5 Judith, 6 de Colo, 7 Le Pellec, 8 Sy, 9 Cheriet, 10 Curti, 11 Causeur, 12 Koma, 13 Salmon, 14 Jonckheere, 15 Kolb, All. Michel Gomez                                                             |                   |
| 10. | Croazia           | Croazia under 204 Tomić, 5 Blajić, 6 Drezga, 7 Vrkić, 8 Bubalo, 9 Han, 10 Filipović, 11 Vukićević, 12 Siriščević, 13 Petković, 14 Vlaić, 15 Papac, All. Goran Caktaš                                                      |                   |
| 11. | Lituania          | Lituania under 204 Dilys, 5 Černeckis, 6 Kriaučiūnas, 7 Ežerskis, 8 Maciulevičius, 9 Baniulis, 10 Ivanauskas, 11 Labuckas, 12 Butkevičius, 13 Ruzgas, 14 Trakimas, 15 Petrukonis, All. Linas Šalkus                       |                   |
| 12. | Georgia           | Georgia under 204 Gaprindashvili, 5 Tsivtsivadze, 6 Tsekvava, 7 Lapanashvili, 8 Didia, 9 Chochua, 10 Parghalava, 11 Jgerenaia, 12 Gulisabedashvili, 13 Matiashvili, 14 Berishvili, 15 Shermadini, All. David Ustiashvili  |                   |
| 13. | Grecia            | Grecia under 204 Tsiotras, 5 Sakellarakīs, 6 Verginīs, 7 Giannakidīs, 8 Athanasoulas, 9 Karadolamīs, 10 Tsairelīs, 11 Katiakos, 12 Trichopoulos, 13 Noeas, 14 Toutziarakīs, 15 Sigkounas, All. Manos Manouselīs           |                   |
| 14. | Lettonia          | Lettonia under 204 Rozitis, 5 Strupovičs, 6 Kanbergs, 7 Trops, 8 Celmiņš, 9 Brencans, 10 Freimanis, 11 Eglītis, 12 Kuksiks, 13 Šeļakovs, 14 Zaķis, 15 Meļņiks, All. Raivo Otersons                                        |                   |
| Retrocesse in Division B |                   | |                   |
| 15. | Macedonia         | Macedonia under 204 V. Stojanovski, 5 Markovski, 6 Simonovski, 7 Kostoski, 8 Karakolev, 9 D. Stojanovski, 10 B. Janeski, 11 Nikolovski, 12 M. Janeski, 13 Krstevski, 14 Stefanovski, 15 Nedelkovski, All. Marjan Lazovski |                   |
| 16. | Ungheria          | Ungheria under 204 Vertetics, 5 Máté, 6 Vesztergom, 7 Supola, 8 Kiss, 9 Will, 10 Cseh, 12 Tóth, 13 Baki, 14 Lekli, 15 Fekete, All. Ákos Nagy                                                                              |                   |

## Riconoscimenti ai giocatori

### MVP del torneo
- Miloš Teodosić

### Miglior quintetto del torneo
- Miloš Teodosić
- Aleksej Šved
- Luigi Datome
- Dragan Labović
- Xavi Rey

## Statistiche
Punti
| Pos. | Nome           | Punti | Gare | PPG  |
| ---- | -------------- | ----- | ---- | ---- |
| 1.   | Ronalds Zaķis  | 148   | 6    | 24,7 |
| 2.   | Čavdar Kostov  | 146   | 8    | 18,3 |
| 3.   | Omri Casspi    | 143   | 8    | 17,9 |
| 3.   | Nando de Colo  | 143   | 8    | 17,9 |
| 5.   | Dragan Labović | 135   | 8    | 16,9 |

Rimbalzi
| Pos. | Nome                | Rim. | Gare | RPG  |
| ---- | ------------------- | ---- | ---- | ---- |
| 1.   | Povilas Butkevičius | 82   | 7    | 11,7 |
| 2.   | Gašper Vidmar       | 78   | 8    | 9,8  |
| 3.   | Xavi Rey            | 76   | 8    | 9,5  |
| 4.   | Ronalds Zaķis       | 54   | 6    | 9,0  |
| 5.   | Ante Tomić          | 65   | 8    | 8,1  |

Assist
| Pos. | Nome                | Ass. | Gare | APG |
| ---- | ------------------- | ---- | ---- | --- |
| 1.   | Miloš Teodosić      | 43   | 8    | 5,4 |
| 2.   | Jan Močnik          | 40   | 8    | 5,0 |
| 3.   | Mehmet Yağmur       | 32   | 8    | 4,0 |
| 4.   | Aleksandar Kostoski | 23   | 6    | 3,8 |
| 5.   | Aldo Curti          | 30   | 8    | 3,8 |